# 사이고촌 (나가사키현)
사이고촌(西郷村)은 나가사키현 미나미타카키군에 있던 촌이다.

## 역사
- 1889년 4월 1일 - 정촌제 시행에 의해 미나미타카키군 사이고촌이 성립하였다.
- 1912년 10월 10일 - 시마바라 철도 사이고역이 개업하였다.
- 1956년 9월 25일 - 다이쇼촌과 합병해 미즈호촌이 성립하여, 사이고촌은 소멸하였다.

## 교통

### 철도
- 시마바라 철도
  - 시마바라 철도선

## 참고문헌
- 角川日本地名大辞典 42 長崎県
- 長崎県南高来郡町村要覧．上編 「伊福村」、「古部村」（1893年）国立国会図書館デジタルコレクション